# Tous les jours

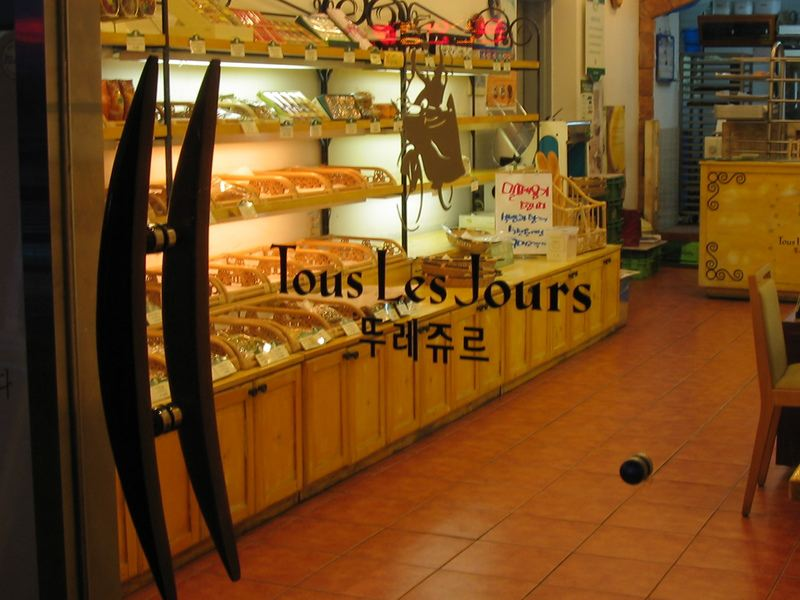
Intérieur d'une boutique de la chaîne à Munsan, en Corée du Sud.

Tous les jours est le nom d'une chaîne de boulangeries coréenne vendant du pain à la française, avec 1 280 magasins en Corée du Sud et 160 établissements en Asie et aux États-Unis. Elle appartient à CJ. Elle est créée en 1997. 